# 纽伦堡历史之路
纽伦堡历史之路（Historische Meile Nürnberg）是一个文化历史城市之旅，包括了德国纽伦堡中世纪老城的最重要的景点。虽然遭受过巨大的战争破坏，但是这些景点还是基本保存了下来，因此成为世界著名的旅游景点。

## 关于纽伦堡的历史
纽伦堡的鼎盛时期是在中世纪，当时是皇帝行宫驻地、强大的帝国自由城市以及国际经济中心。不仅在政治方面是中世纪最重要的帝国城市、帝国皇权（Reichskleinodien）的存放地，而且这座城市的经济繁荣，也使其成为当时欧洲的大都市之一。纽伦堡交易所（Nürnberger Börse）是意大利与欧洲其他经济中心之间贸易联系的纽带。纽伦堡贵族的财富，带来了活跃的艺术、文化和精神生活。在著名的纽伦堡艺术家、诗人和思想家中，有阿尔布雷希特·丢勒、维特·斯托斯（Veit Stoß）、亚当·克拉夫特（Adam Kraft）、彼得·维舍尔（Peter Vischer）、威利巴尔德·皮克海默（Willibald Pirckheimer）、乔治·菲利普·哈斯德弗（Georg Philipp Harsdörffer）、安顿·科贝格尔（Anton Koberger）和汉斯·萨克斯（Hans Sachs）。在纽伦堡，彼得·海萊恩发明了怀表，马丁·倍海姆发明了地球仪，纽伦堡编年史也是在这里创作。即使在今天，许多建筑、纪念碑和艺术作品也见证了这座城市昔日的重要性。
虽然纽伦堡老城区在第二次世界大战后90%以上被毁，但最重要的历史建筑得到了修复。但是轰炸对纽伦堡城墙造成了重创，这处中欧存在时间最长的城墙，被拆除了。

## 历史之路的历史
纽伦堡的历史城区之旅开始于2000年，这座前帝国自由城市建成950周年之际。沿着历史之路的步行之旅，沿途设有标志系统，向游客讲述纽伦堡市过去的历史和艺术史，引导他们关注纽伦堡风云变幻的过往，对纽伦堡的历史景点及其历史留下初步的简要印象。在这方面，在纽伦堡老城区展示历史建筑的修复与重建，也是纪念文化的一部分。
| 站点 | 图片 | 描述 |
| ---- | ---- | --- |
| 1    |      | 纽伦堡城墙 （Stadtbefestigung） |
| 2    |      | 圣马大堂 （Marthakirche） |
| 3    |      | 圣嘉勒堂 （Klarakirche） |
| 4    |      | 毛尔特大厅 （Mauthalle） |
| 5    |      | 圣劳伦斯堂 （Lorenzkirche） |
| 6    |      | 拿骚府 （Nassauer Haus） |
| 7    |      | 圣灵医院 （Heilig-Geist-Spital） |
| 8.1  |      | 犹太会堂纪念碑 （Synagogendenkmal） 医院桥上的纪念碑，纪念1938年被纳粹摧毁的汉斯-萨克斯广场犹太会堂。                                                               |
| 8.2  |      | 债务塔 （Schuldturm） 这座塔建于1323年，是纽伦堡城墙的一部分。图为干草桥的景色。                                                                                    |
| 8.3  |      | 圣加大肋纳修道院废墟 （Katharinenruine） 该建筑于1296年完工，一直用作修道院，直到1525年。在宗教改革以后改为路德宗教堂。它于1945年被摧毁，从此成为一片废墟           |
| 9    |      | 圣母堂 （Frauenkirche） |
| 10   |      | 大集市广场 （Hauptmarkt） |
| 11   |      | 美泉 （Schöner Brunnen） |
| 12   |      | 纽伦堡市政厅 （Nürnberger Rathaus） |
| 13   |      | 芬博府 （Stadtmuseum Fembohaus） 建于1591年至1596年，文艺复兴晚期风格，拥有纽伦堡历史博物馆                                                                         |
| 14   | 14   | 在老城区的北部游览 |
| 14.1 |      | 图榭宫 （Tucherschloss） 建于1533年至1544年之间，在赫歇尔街，有城市历史博物馆.                                                                                      |
| 14.2 |      | 佩勒府 （Pellerhaus） 建于1602年至1605年之间，在 Egidienplatz 广场，曾被认为是同类中最宏伟的，在1945年被空袭摧毁。只有庭院保存完好。1955/56年，房子以现代风格重建。 |
| 14.3 |      | 七排 （Sieben Zeilen） 韦伯广场（Webersplatz）上的联排房子，建于 1489 年至 1524 年之间                                                                              |
| 15   |      | 纽伦堡城堡 （Nürnberger Burg） |
| 16   |      | “努伦贝尔茨” |
| 17   |      | 工匠之家 （Handwerkerhäuschen） 沿小巷保留中世纪工匠的房子 |
| 18   |      | 皮拉图斯府（Pilatushaus） 晚期哥特式的房子，1489年建，位于蒂尔加特门广场（Tiergärtnertorplatz）                                                                     |
| 19   |      | 蒂尔加特门 （Tiergärtnertor） 门楼建于13世纪下半叶，建于1545年 |
| 20   | 20   | 游览圣约翰尼斯（St. Johannis） |
| 20.1 |      | 约翰尼斯公墓 （Johannisfriedhof） 有四个世纪历史的著名墓地。 |
| 20.2 |      | 海斯佩里登花园 （Hesperidengärten） 17 世纪和 18 世纪修复的花园 |
| 20.3 |      | 纽伦堡苦路 （Nürnberger Kreuzweg） |
| 21   |      | 阿爾布雷希特·杜勒之家 （Albrecht-Dürer-Haus） |
| 22   |      | 历史艺术防空洞 （Historischer Kunstbunker） |
| 23   |      | 克雷默斯巷 （Krämersgasse） 今天老城区保存最完好的部分，有狭窄的工匠房屋和建筑。最古老的以追溯到1395年                                                              |
| 24   |      | 地下酒窖 （Felsengänge） |
| 25   |      | 舍尔斯塔布府 （Schürstabhaus） 1482/83年，两栋12世纪的房子被改建为贵族住宅                                                                                          |
| 26   |      | 圣塞巴都堂 （Sebalduskirche） |
| 27   |      | 塞巴尔德教区法院 （Sebalder Pfarrhof） 该建筑建于1361/1379年 |
| 28   |      | 游览：哈勒府（Hallersches Haus） （纽伦堡玩具博物馆（Spielzeugmuseum Nürnberg） 该建筑建于1517年作为贵族住宅，并被用作玩具博物馆                                    |
| 29   |      | 魏斯格贝巷 （Weißgerbergasse） 在纽伦堡的大轰炸中，二十多座中世纪木桁架结构房屋幸存下来。                                                                           |
| 30   |      | 链桥 （Kettensteg） 1824年，德国第一座自由浮动的桥竣工，这也是欧洲大陆第一座铁悬索桥                                                                                |
| 31   |      | 葡萄酒窖 （Weinstadel） 该建筑建于1446/48年，今天是学生宿舍。 |
| 32   |      | 翁施利特广场 （Unschlittplatz） 广场拥有中世纪的建筑，是该市为数不多的幸存的历史建筑群之一。除了1754年的牛油房子和巴洛克风格的宫殿，还有其他15-18世纪的房屋         |
| 33   |      | 牛油房子 （Unschlitthaus） 这个建于1491年的粮仓，曾经是垄断管理牛脂机构的所在地。如今，它拥有出租房屋和市政办公室。                                                 |
| 34   |      | 刽子手桥 （Henkersteg） 1457年，建在佩格尼茨河上的廊桥 |
| 35   |      | 肉铺广场 （An den Fleischbänken） 1570/71年，在肉类市场大厅的基础上建造了这座新建筑。                                                                               |